# David Ricardo
David Ricardo (18. dubna 1772 Londýn – 11. září 1823 Londýn) byl britský politický ekonom, jeden z nejvlivnějších klasických ekonomů spolu s Thomasem Malthusem, Jamesem Millem a Adamem Smithem, na jehož dílo Ricardo navázal. Jeho teorie výrazně přispěly k rozvoji ekonomického myšlení. Světově známý je pro svou teorii komparativní výhody, která je dodnes základem obhajoby mezinárodního obchodu a stala se též základem pro rozvoj dalších ekonomických teorií.

## Život

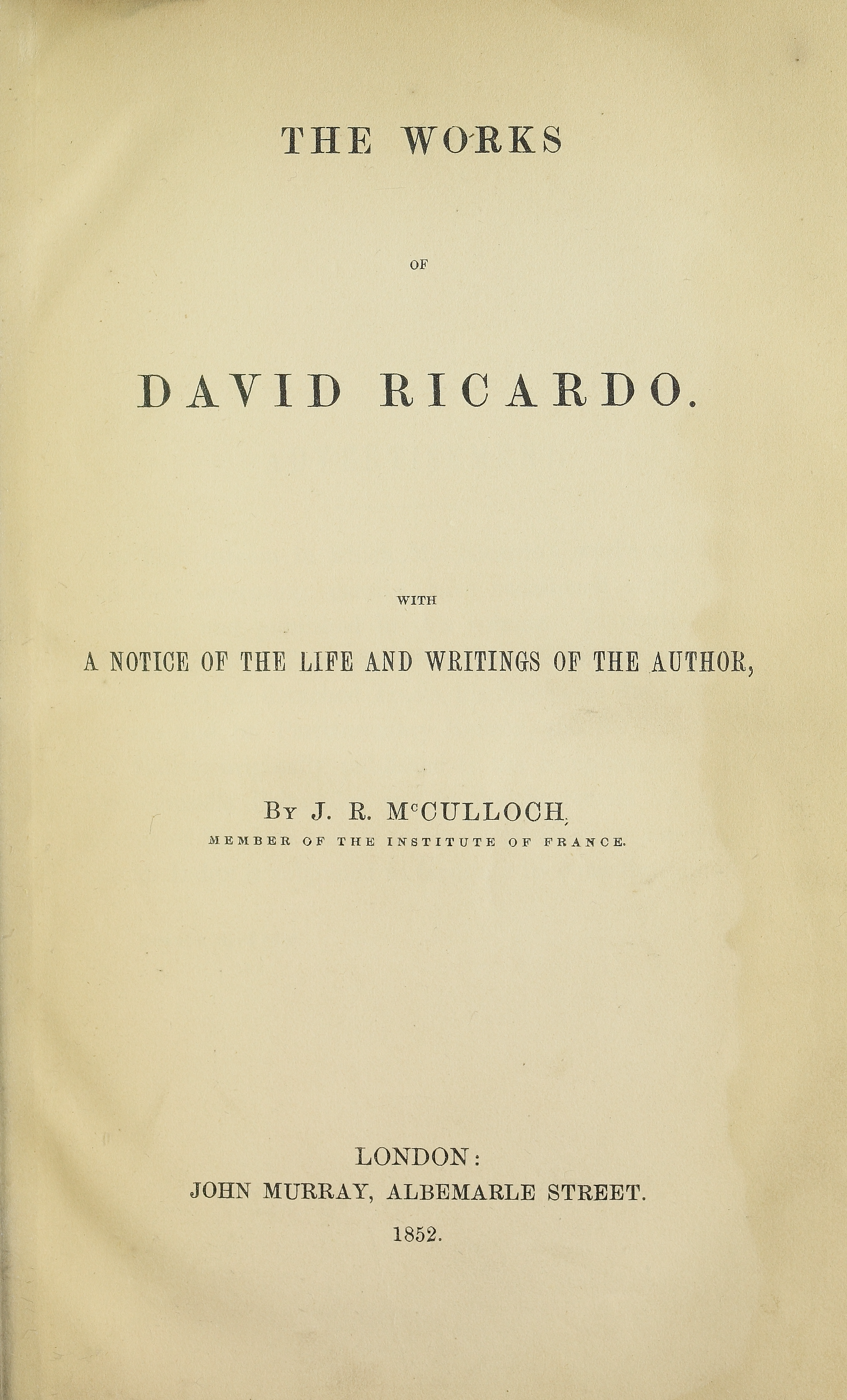
Works, 1852

Ricardo se narodil v Londýně (Anglie) jako třetí ze sedmnácti dětí židovské rodiny, která se do Anglie přestěhovala z Nizozemska.Ricardo nikdy nenastoupil na vysokou školu. Po dostudování střední obchodní školy začal ve věku 14 let pracovat se svým otcem, Abrahamem Ricardem – úspěšným burzovním makléřem, v jeho firmě. Ve 21 letech utekl s Priscillou Annou Wilkinsonovou a proti přání otce konvertoval na křesťanskou víru. Tento náboženský rozdíl vyústil v odcizení od jeho rodiny. Jeho otec ho odmítl a jeho matka s ním už nikdy nemluvila. Po této náboženské neshodě odešel z rodinného podniku, založil si makléřskou firmu a začal podnikat „na vlastní pěst“.
Převážnou část svého jmění dosáhl díky spekulacím o výsledku bitvy u Waterloo. Jednalo se o jeho největší risk v podnikatelské sféře. Poté, co dorazily šokující zprávy, že Wellington vyhrál bitvu proti Napoleonovi, Ricardo se stal okamžitým milionářem. The Sunday Times informoval v Ricardově nekrologu, zveřejněném 14. září 1823, že během bitvy u Waterloo Ricardův majetek překročil 1 milion liber, což v té době byla opravdu vysoká částka. Okamžitě odešel do důchodu, zanechal obchodní činnosti a začal se věnovat politice.
Ricardo byl blízkým přítelem Jamese Milla . Mezi jeho další významné přátele patřili Jeremy Bentham a Thomas Malthus , s nimiž Ricardo vedl hluboké debaty (v korespondenci) o takových věcech, jako je například role vlastníků půdy ve společnosti. Byl také členem Malthusova klubu politické ekonomiky a členem King of Clubs. Byl jedním z původních členů Geologické společnosti. V obou klubech učinil mimořádný dojem, zvláště na romanopisce Maria Edgewortha, který sděluje, že s Davidem Ricardem absolvoval „povznášející konverzaci, jak na hlubokomyslná tak na povrchní témata“. Jeho nejmladší sestra, Sarah Ricardo-Porter, byla spisovatelkou (např. Konverzace v aritmetice ).

## Parlamentní záznam
Ke konci života se Ricardo dostal až do parlamentu – roku 1819 stal se poslancem House of Commons. Se svými názory se řadil k radikální opozici, bojující proti obilným zákonům, za svobodu obchodu a za parlamentní reformy. Ve svobodném obchodě viděl cestu k udržení hospodářského pokroku své země.
Ricardo hlasoval s opozicí pro podporu liberálních hnutí v Neapoli a na Sicílii a za vyšetřování výkonu spravedlnosti v Tobagu. Zasloužil se o vyšetřování masakru Peterloo a zrušení trestu smrti za padělání. Trvale podporoval zavedení volného obchodu, což souviselo s jeho námitkami ke clu na dřevo a námitkami proti obnovení cla na cukr. Zároveň byl proti vyššímu clu na východě oproti západoindické produkci. Tiše hlasoval pro parlamentní reformu a promluvil v její prospěch na večeři při příležitosti výročí Westminsterské reformy.
Ricardo vystupoval proti obilným zákonům – prosazoval volný, otevřený trh. Nejprve oznámil, že ochranářství je škodlivé pro celkové hospodářství, i přesto, že je prospěšné pro určitou skupinu. Tím si získal okamžitou náklonnost a přízeň vlastníků půdy, pro které byly obilné zákony šity na míru. Své vztahy s nimi si ještě vylepšil tvrzením, že zájmy vlastníků půdy jsou vždy v rozporu se zájmy ostatních ve společnosti. Obhájci obilných zákonů to ještě zkusili s ochranou pracovních míst. Na to měl ale David Ricardo také odpověď. Tvrdil, že státy, které uzavírají své hranice před ostatními státy, nikdy nemohou dosáhnout hospodářského rozmachu.

## Smrt a dědictví
Deset let po odchodu do důchodu a čtyři roky po vstupu do parlamentu Ricardo zemřel v 51 letech na infekci středního ucha, která se rozšířila do mozku a vyvolala septikémii.
Se svou manželkou (Priscilla Anna Wilkinson) měl osm dětí, včetně tří synů, ze kterých Osman Ricardo a další David Ricardo se stali členy parlamentu, zatímco třetí , Mortimer Ricardo, působil jako důstojník v Life Guards a byl zástupcem nadporučíka pro Oxfordshire.
Ricardo je pohřben v ozdobném hrobě na hřbitově svatého Mikuláše v Hardenhuishu, nyní na předměstí Chippenhamu ve Wiltshire.

## Dílo
S ekonomií se David setkával v lázních, při přečtení Smithova Bohatství národů se rozhodl politickou situaci zrekonstruovat a zmodernizovat. Nebyl spokojen s tím, jak Smith konstituoval ekonomickou vědu, protože nebyla dost přesná, nedefinoval přesně pojmy, které používal. Ricardo vytvořil klasickou politickou ekonomii na bázi deduktivně abstraktní, nepoužíval žádné empirické důkazy, neuchyloval se k historii. Byl prvním ekonomem, který takto pracoval.
Ricardo byl ve své době velmi uznávaným ekonomem. Svůj první ekonomický článek napsal ve věku 37 let, nejprve v The Morning Chronicle, vydal článek o příčinách znehodnocení britské libry v Bank of England, centrální bance Spojeného království a poté v roce 1810 publikoval „Vysoká cena zlata, Důkaz znehodnocení bankovek“.

## Teorie pracovní hodnoty
Rozdělil zboží na dvě skupiny: zboží vzácné a zboží vyráběné. Roste-li poptávka a s ní cena, je jasné, že se nemůže zvětšit nabídka. Z toho vyplývá, že cena vzácného zboží je určena výhradně poptávkou. Cena vyráběného zboží je ovlivněna poptávkou jen krátkodobě, protože její zvýšení zvýší posléze nabídku a tím cena klesne opět na svou „přirozenou úroveň“.
Také navázal na Smithovo odlišení užitné hodnoty od směnné hodnoty. Říkal, že užitečnost zboží žádným způsobem neovlivňuje směnnou hodnotu zboží. Byl přesvědčen, že užitečnost je pouze podmínkou pro existenci hodnoty, ale není zdrojem ani příčinou hodnoty. Podle něj je pouze práce konečným zdrojem hodnoty a pouze náklady práce jsou mírou hodnoty. Velikost hodnoty byla podle Ricarda určena pracovními náklady průměrných výrobců. To v praxi znamenalo, že výrobce, který měl náklady vyšší, než jaké převládali v průměru v daném odvětví, nebyl konkurenceschopný a nemohl se v odvětví dlouho udržet.

## Teorie pozemkové renty
Ricardo věřil, že renta není výsledkem štědrosti půdy. Zjistil, že v zemích s velkou rozlohou úrodné půdy žádná renta nevzniká a sama půda má nulovou cenu, protože kapitál a práce nestačí k jejímu úplnému obdělávání. Naopak v zemích, kde bylo úrodné půdy málo, byly renty vysoké. Pochopil, že renta je svou podstatou renta diferenční. To znamená, že vzniká z rozdílných výnosů kapitálů, které jsou vloženy do různě úrodných půd. Věřil, že proces hospodářského rozvoje, který zvýšil využití půdy, a nakonec vedl ke kultivaci chudší půdy, vedl z velké části k prospěchu vlastníků půdy.
Ricardo považoval půdu za fixní výrobní faktor, zatímco kapitál za variabilní. Rostoucí aplikace variabilního faktoru na fixním faktoru vede ke klesajícím výnosům z variabilního faktoru a k růstu renty z fixního faktoru. Předpokládal fixní poměr mezi kapitálem a prací. Roste-li kapitál, roste stejným tempem i práce, takže kapitálové vybavení práce se nemění. Tento předpoklad mu umožňoval chápat teorii diferenční renty jako teorii rozdělování produktu mezi půdu a „práci-kapitál“. Půda je fixním faktorem a „práce-kapitál“ je faktorem variabilním. Půdě připadne renta a „prácikapitálu“ připadne „produkt-minus-renta“.

## Teorie Ricardovského mezinárodního obchodu
Mezi lety 1500 až 1750 nejvíce ekonomů stálo za merkantilismem, který klade důraz na ekonomický vývoz (export), za účelem vydělávání drahých kovů tím, že obchodní přebytek smění s jinými zeměmi. Ricardo tuto myšlenku zpochybnil a přišel s „komparativní výhodou“ ve prospěch průmyslové specializace a volného obchodu. Tvrdil, že specializace průmyslu s volným mezinárodním obchodem, bude vždy přinášet pozitivní výsledky.
Jeho teorie komparativní výhody rozšířila koncept absolutní výhody.
Ricardo také řekl, že vzájemný národní prospěch z obchodu existuje i v případě, že jedna země je konkurenceschopnější, než její protějšek a národ by se tedy měl soustředit pouze na odvětví, kde má komparativní výhodu. Komparativní výhoda je v těch odvětvích, v nichž má konkurenční výhodu, například tedy v tom nikdo jiný nenabízí.
Ricardo navrhl, aby průmyslová odvětví, která jsou zisková a mezinárodně konkurenceschopná, byla vyřazována ve prospěch těch nejkonkurenceschopnějších průmyslových odvětví. Následný hospodářský růst by kompenzoval hospodářské dislokace, které by vznikly uzavřením ziskových a konkurenceschopných národních průmyslových odvětví.

## Komparativní výhoda
Adam Smith se zabýval konceptem absolutní výhody, o obecné rozšíření, rozpracování a navázání se postaral právě David Ricardo (kniha Principy politické ekonomie a zdanění, 1817). Ricardovu teorii mezinárodního obchodu dále rozšířil o teorii mezinárodní hodnoty John Stuart Mill, který také zahájil neoklacistní obrat v teorii mezinárodního obchodu .
Komparativní výhoda znamená, že pro zemi, která má absolutní výhodu u několika vyráběných výrobků bude nejvýhodnější vyrábět ten výrobek u kterého má oproti ostatním zemím co největší absolutní výhodu a ostatní výrobky dovážet. Tím zároveň umožní jiné zemi také něco vyvážet.
Princip komparativních výhod Ricardo představil na příkladu, kde porovnává obchod Anglie a Portugalska v oblasti výroby vína a sukna.

## Vliv a intelektuální odkaz
Myšlenky Davida Ricarda měly obrovský vliv na pozdější vývoj v ekonomii. Američtí ekonomové řadí Ricarda jako druhého nejvlivnějšího ekonomického myslitele za Adamem Smithem v době před dvacátým stoletím.
Ricardo se stal teoretickým otcem klasické politické ekonomie. Josef Alois Schumpeter (akademický ekonom a politolog) však vytvořil výraz Ricardův vice, což naznačuje, že přísná logika neposkytuje dobrou ekonomickou teorii.Schumpeter také kritizoval Johna Maynarda Keynese za páchání stejného Ricardovského zlozvyku. Tato kritika se vztahuje také na většinu neoklasických teorií, které matematiku využívají, ale jsou podle něj teoreticky nejisté, protože jejich závěr logicky nevyplývá z teorií používaných k jejich obraně.

### Ricardští socialisté
Ricardovy spisy fascinovaly řadu raných socialistů ve 20. letech 19. století, kteří si mysleli, že jeho teorie hodnot má radikální důsledky. Pracovní teorie hodnoty je teorie hodnoty, která tvrdí, že ekonomická hodnota zboží nebo služby je určována celkovým množstvím společensky nezbytné práce potřebné k jeho výrobě, spíše než užitím nebo potěšením, které získá jeho vlastník. Mezi zastánce patří Thomas Hodgskin, William Thompson, John Francis Bray a Percy Ravenstone.

### Georgisté
Georgisté věří, že renta, v tom smyslu, v jakém jej Ricardo používal, patří komunitě jako celku. Henry George byl velmi ovlivňován Ricardem a často ho citoval, včetně jeho nejslavnější práce Progress and Poverty z roku 1879. V předmluvě ke čtvrtému vydání napsal: „Co jsem v této knize udělal, pokud jsem správně vyřešil velký problém, kterým jsem se snažil prozkoumat, kterým je sjednotit pravdu vnímanou školou Smitha a Ricarda s pravdou vnímanou školou Proudhona a Lasalla; ukázat, že laissez faire (ve svém pravém smyslu) otevírá cestu k uskutečnění vznešených snů socialismu: ztotožnit sociální zákon s morálním zákonem a vyvrátit myšlenky, které v myslích mnoha zatemňovaly velkolepé a povznášející vnímání.

### Neo-Ricardisté
Po vzniku „neoklasicistní“ školy se Ricardův vliv dočasně snížil. Byl to Piero Sraffa, redaktor Sebraných děl Davida Ricarda,  kdo označil Ricarda jako dalšího zdroj ekonomického myšlení, které bylo ovlivněno příchodem neoklasicistní školy. Nová interpretace kritiky Ricarda a Sraffy proti marginální teorii hodnoty dala vznik nové škole, nyní pojmenované neo-Ricardská nebo Sraffská škola. Mezi hlavní přispěvatele této školy patří Luigi Pasinetti (1930–2023), Pierangelo Garegnani (1930–2011), Ian Steedman (1941–), Geoffrey Harcourt (1931–2021), Heinz Kurz (1946–), Neri Salvadori (1951–), Pier Paolo Saviotti (1944–).

#### Neo-Ricardské obchodní teorie
Piero Sraffa inspiroval nový obor teorie obchodu, který byl pojmenován neo-Ricardská teorie obchodu. Mezi hlavní přispěvatele patří Ian Steedman a Stanley Metcalfe. Kritizovali neoklasickou teorii mezinárodního obchodu, jmenovitě model Heckscher-Ohlin, na základě toho, že pojem kapitál jako primární faktor nemá žádnou metodu měření před stanovením míry zisku (tedy uvězněnou v logickém začarovaném kruhu).  Jednalo se o druhé kolo Cambridge kapitálové diskuze, tentokrát v oblasti mezinárodního obchodu.

## Publikace
Publikace Ricarda obsahovaly:
- Vysoká cena zlata, Důkaz znehodnocení bankovek (1810), který obhajoval přijetí kovové měny.
- Esej o vlivu nízké ceny obilí na zisky z kapitálu (1815), který argumentoval, že zrušení kukuřičných zákonů by rozdělilo více bohatství produktivním členům společnosti.
- Zásady politické ekonomie a zdanění (1817), analýza, která dospěla k závěru, že nájem půdy roste s rostoucím počtem obyvatel. Rovněž jasně stanovila teorii komparativní výhody, která tvrdila, že všechny národy by mohly mít prospěch z volného obchodu, i když byl národ méně efektivní při výrobě všech druhů zboží než jeho obchodní partneři. Dostupné online česky. Archivováno 16. 4. 2021 na Wayback Machine.
- Jeho práce a spisy byly shromážděny v Ricardo, David (1981). Díla a korespondence Davida Ricarda (1. vydání v brožované podobě). Cambridge: Cambridge University Press. ISBN 0521285054 . OCLC 10251383.